# Ixia polystachya
Ixia polystachya är en irisväxtart som beskrevs av Carl von Linné. Ixia polystachya ingår i släktet Ixia och familjen irisväxter.

## Underarter
Arten delas in i följande underarter:
- I. p. crassifolia
- I. p. longistylis
- I. p. lutea
- I. p. polystachya

## Bildgalleri

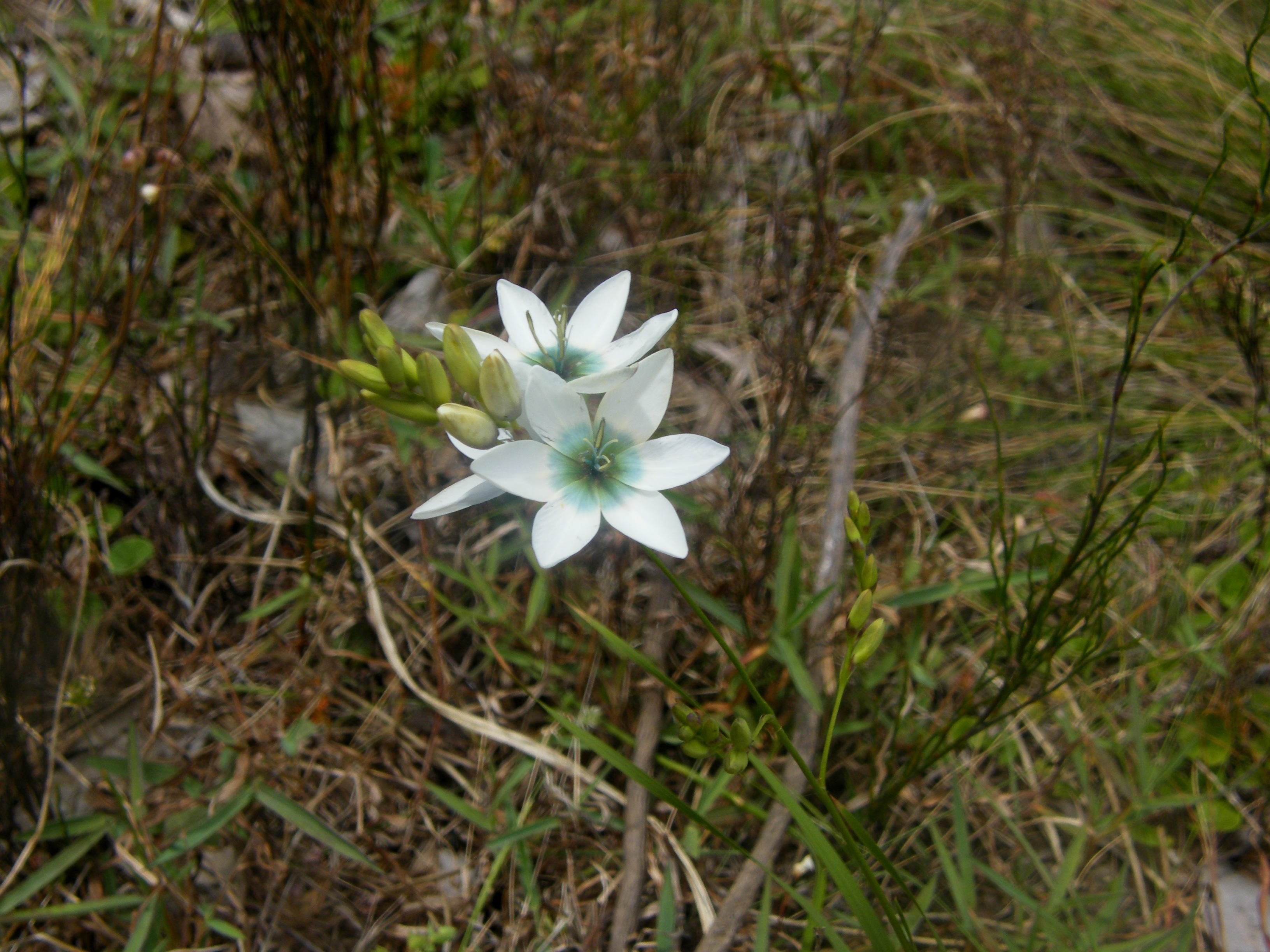